# 황소자리 18
황소자리 18 혹은 BD+24 546, HD 23324, SAO 76137, HR 1144은 지구에서 황소자리 방향으로 367.5광년 떨어져 있는 항성이다. 이 별의 겉보기 등급은 5.66으로 기상 상태가 좋은 날이면 맨눈으로 볼 수 있다. 황소자리 18은 중심핵에서 수소 핵융합 작용을 통해 에너지를 생산하는 단계에 있는 주계열성으로, 분광형은 B8V이다. 이 별은 플레이아데스성단의 일원이기도 하나, 과거 사람들에게 불리던 애칭은 따로 갖고 있지 않다.

## 참고 문헌
1. 1 2 3 4  SIMBAD. “SIMBAD Query Result”. 2008년 7월 23일에 확인함.[깨진 링크(과거 내용 찾기)]
2. ↑  tcaep. “Astronomy Constellations: 18 Tau”. 2008년 11월 22일에 원본 문서에서 보존된 문서. 2008년 7월 23일에 확인함.
3. ↑  Wikisky.org. “Wikisky.org - 18 Tau”. 2008년 7월 23일에 확인함.

## 같이 보기
- 플레이아데스성단